# Горбатый-Шуйский, Борис Иванович (воевода)
Князь Борис Иванович Горбатый-Шуйский — воевода на службе у Московского князя Ивана III.
Один из представителей княжеского рода Горбатых-Шуйских, отрасли князей Шуйских. Рюрикович в XX поколении. Третий сын  родоначальника князя Ивана Васильевича Горбатого-Шуйского, который удельных прав уже не имел и состоял на московской службе. Имел братьев, князей: Ивана, Андрея и Василия Ивановичей.

## Биография
В 1489 году был воеводой судовой рати в походе на Вятку. Стоял с войсками на Каме для войны с вятчанами.
В 1492 и 1495 годах участвовал в  походах Ивана III на Новгород, состоя в его свите.

## Семья
От брака с неизвестной имел бездетных детей:
- Князь Горбатый-Шуйский Андрей Борисович Сучок — воевода и наместник.
- Князь Горбатый-Шуйский Василий Борисович — известен по родословным.
- Князь Горбатый-Шуйский Фёдор Борисович Кузнец — погиб в бою под Казанью в 1552 году.
- Князь Горбатый-Шуйский Даниил Борисович — известен по родословным.
- Князь Горбатый-Шуйский Иван Борисович — в 1502 году второй воевода войск в походе на Лифляндию. В 1521 году наместник в Дорогобуже.

А.Б. Лобанов-Ростовский в "Русской родословной книге" показывает у князя Бориса Ивановича пять сыновей и все они бездетные.
П.Н. Петров в "Истории родов русского дворянства" показывает у отца ещё шестого сына князя Ивана Борисовича Меньшого, а у старшего сына князя Андрей Борисовича Сучок упоминает сына — князя Ивана Андреевича.
В поколенной росписи поданной в 1682 году в Палату родословных дел у князя Бориса Ивановича указаны пять сыновей в следующем порядке: Андрей Кучин — бездетный (в Бархатной книге указан с прозванием Бучен, у М.Г. Спиридова, П.Н. Петрова и у А.Б. Лобанова-Ростовского с прозванием Сучек), Василий — бездетный, Василий Кузнец (у А.Б. Лобанова-Ростовского и у М.Г. Спиридова с данным прозванием показан князь Фёдор) — бездетный, Данило  — бездетный, Иван — бездетный.